# Alpacka
För andra betydelser, se Alpacka (olika betydelser).
Alpacka (Vicugna pacos) är ett domesticerat kameldjur från Anderna som är besläktat med vikunja. Alpacka avlas för sitt mycket fina hår som ofta kallas alpackaull. 

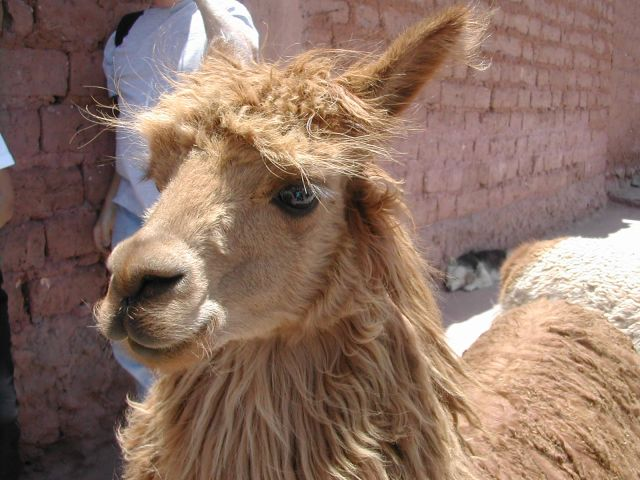
En alpacka.

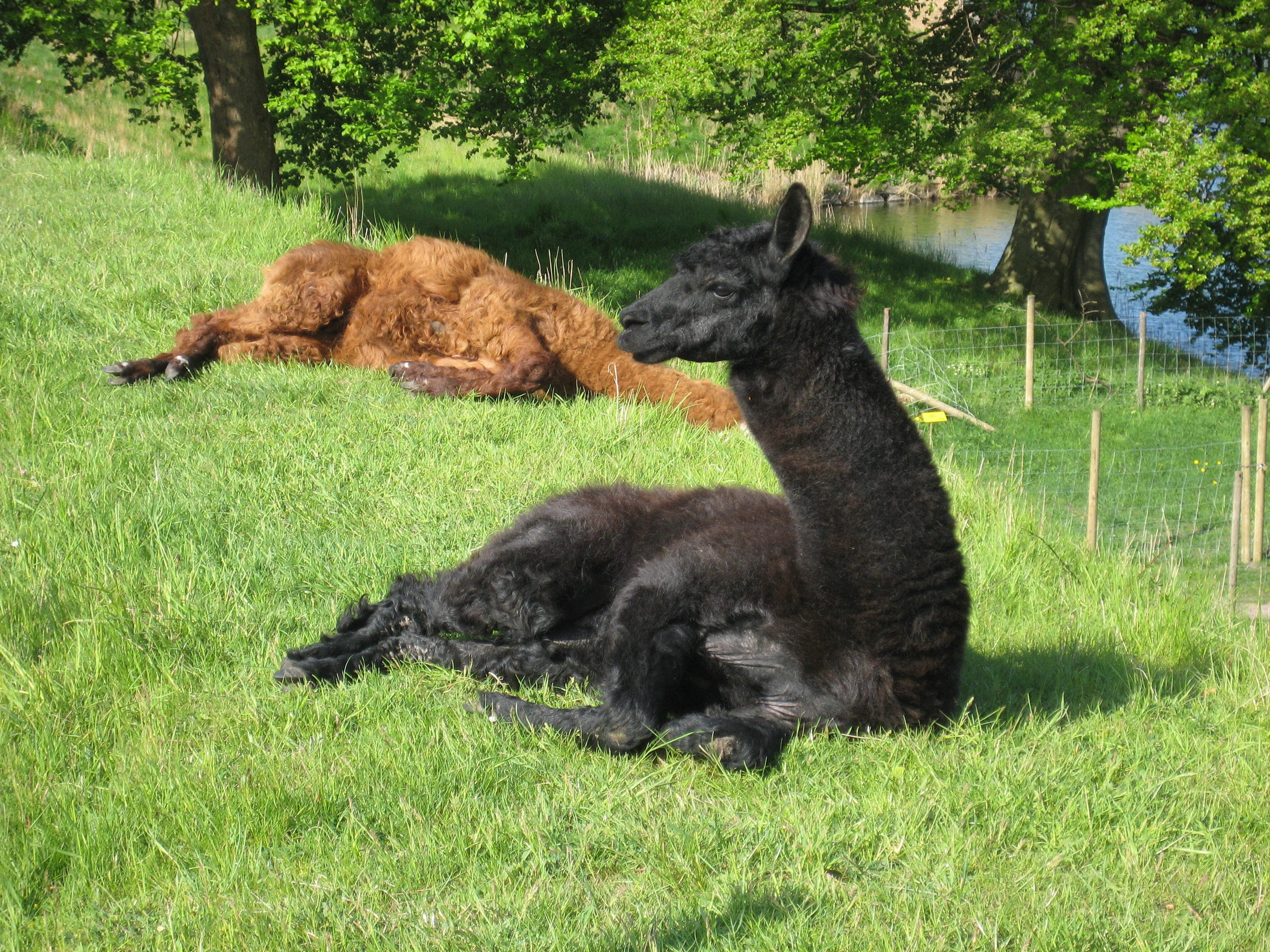
Vilande alpackor.

## Systematik
Anfadern till den domesticerade alpackan är den tidigare utrotningshotade vikunjan (Vicugna vicugna). Alpackan beskrevs först med det vetenskapliga namnet Lama pacos men DNA-studier har med säkerhet fastställt att den inte likt laman härstammar från guanacon varför alpackan idag placeras i släktet Vicugna. Det finns två typer av alpacka: suri och huacaya.

## Utseende
Alpackan har en partåig fot med trampdyna och två klor. Alpackans tänder växer ibland mer än vad de naturligt kan hålla efter med kost utan måste få sina tänder manuellt slipade. Hingstarna får vid 4 års ålder kamptänder som filas ner eller sågas av med en diamanttråd. Alpackornas grundfärger är vit, svart och flera grå och bruna nyanser samt rosagrå och stålblå.
Suri får ull som formar sig i pennor som kan liknas vid Dreadlocks. Huacaya har en mycket fin ull som blir mycket tät.

## Utbredning
Alpackan förekommer i Anderna i områden i Ecuador, norra Bolivia, norra Chile och södra Peru. Den hålls i hjordar på flacka gräsmarker på höjder upp till 4900 meter över havet.

## Ekologi
Alpackor har ett rikt "språk" bestående av hummande läten, som ibland kan låta likt en människa som talar med handen för munnen. De har ett varierat kroppspråk där de höjer och sänker huvudet och vinklar öronen på olika sätt. Alpackor kan likt lamor "spottas". Det är inte saliv inblandad i deras spott utan de kräks upp magsyra och halvsmält maginnehåll. Alpackorna är ovilliga att spotta och gör det då nästan uteslutande mot andra alpackor och mycket sällan mot människor.
En alpackas dräktighet löper vanligtvis över 50 veckor men kan variera ±14 dagar och hondjuret betäcks vanligtvis två veckor efter sin förra födsel och föder på så sätt ett föl varje år. Tvillingfödslar är ovanliga (cirka 1/2000) och få tvillingföl överlever.
Alpackor är mycket utpräglade flockdjur och måste leva tillsammans med andra alpackor. En stressad alpacka kan få magsår som inte går att bota. En alpacka har en förväntad livslängd på 20-25 år.

## Alpackan och människan
Under Inkariket avlades alpackor mycket målmedvetet för sin ull och man utvecklade 22 grundfärger och drygt 250 nyanser på alpackorna och man åstadkom ull än mjukare än den som finns i modern tid[källa behövs].
Under spanjorernas invasion av Peru slaktades nästan hela stammen av alpacka och endast de djur som flydde upp till höglanden med sina ägare överlevde. Det naturliga urval som tvingades fram av det extrema klimatet är sannolikt anledningen till att alpackan fortfarande är ett mycket tåligt och motståndskraftigt djur som klarar många olika typer av klimat och sällan angrips av sjukdomar.
Den nuvarande aveln har pågått sedan mitten av 1800-talet och man räknar med att inom hundra år åstadkomma en kvalitet av nuvarande stam som motsvarar den som fanns före spanjorernas invasion. Ett viktigt delmål är att kunna inseminera utan hingst på plats för att lätt kunna frakta högkvalitativ sperma över världen.
Suri klipps vartannat till vart tredje år. Huacaya-ull är så tät och varm att djuret måste klippas varje vår för att inte få värmeslag. Huacaya är betydligt vanligare än suri. Päls från sadeln ger den finaste ullen, halsen en mellankvalitet och resten av ullen är så grov att de flesta nog slänger den eller använder som fyllnad i kuddar.